# Romancero cygańskie
Romancero cygańskie – tom wierszy Federica Garcíi Lorki z 1928 roku, najbardziej znany tego poety. Przyniósł mu sławę w Hiszpanii i jest uważany za znaczące dzieło XX-wiecznej literatury hiszpańskiej.
Jest to jeden z tekstów Pokolenia 27, łączy poezję intelektualną z ludową. Składa się z 18 romanc, wierszy o tradycyjnej formie i tematyce popularnych w XV wieku. Wersy są ośmiozgłoskowe, rymują się tylko parzyste, z asonansem.
Przypomnienie tej tradycyjnej formy miało służyć sławieniu kultury cygańskiej, która wpłynęła na kulturę Andaluzji. Wiersze opisują cierpienia ludu żyjącego na marginesie społeczeństwa, prześladowanego przez przedstawicieli władz.
Miejsca akcji to Grenada, Kordoba i Sewilla. Wprowadzane są postaci cygańskie, takie jak Antoñito el Camborio czy cygańska mniszka, ale także świętych (św. Eulalia), biblijne (Tamar i Amnon) i personifikacje żywiołów (księżyca, wiatru)
Romancero cygańskie jest także znane ze zmysłowości i stosowania metafor. Liczne symbole przewijają się przez tekst. Księżyc i kolor zielony często symbolizują śmierć. Woda źródlana i koń reprezentują namiętność i wolność. 

## Utwory
- Romance de la Luna, Luna
- Preciosa y el aire
- Reyerta
- Romance Sonámbulo
- La Monja Gitana
- La casada infiel
- Romance de la pena negra
- San Miguel (Granada)
- San Rafael (Córdoba)
- San Gabriel (Sevilla)
- Prendimiento de Antoñito el Camborio en el camino a Sevilla
- Muerte de Antoñito el Camborio
- Muerto de amor
- Romance del emplazado
- Romance de la Guardia Civil Española
- Martirio de Santa Olalla
- Burla de don Pedro a caballo
- Thamar y Amnón